# باي يانغ
باي يانغ (بالصينية: 白杨) (بالإنجليزية: Bai Yang)‏ (22 أبريل 1920 في بكين - 18 سبتمبر 1996 في شانغهاي)؛ ممثلة صينية، برزت على الساحة السينمائية الصينية بشكل أساسي ما بين عامي 1930-1950، حيث كانت واحدة من نجوم السينما الأكثر شعبية في الصين. وهي الشقيقة الصغرى للروائية يانغ مو. توفي والداها وهي بعمر الحادية عشرة.

## روابط خارجية
- باي يانغ على موقع IMDb (الإنجليزية)
- باي يانغ على موقع أول موفي (الإنجليزية)
- باي يانغ على موقع قاعدة بيانات الفيلم (الإنجليزية)